# The Cowboys' Christmas Ball
«The Cowboys' Christmas Ball» es un villancico de estilo country grabada por la banda de rock originaria de Las Vegas, The Killers. Es la sexta canción anual navideña de la banda y fue lanzado como sencillo de su primer EP recopilatorio titulado (RED) Christmas. La letra de la canción fue tomada de un poema de 1890 del mismo nombre escrita por William Lawrence Chittenden.

## Historia de la canción
John Lomax incluyó la letra de esta canción en su libro «Cowboy Songs» (en español «canciones de vaqueros») de 1910 con estas notas: "Este poema es uno de «Ranch Verses» de Larry Chittenden, publicado por GP Putnam's Sons, y ha sido aplicada a la música por los vaqueros, cuya fraseología cambió ligeramente ya que esta copia se transmitirá de manera oral. Lo he oído en Nuevo México y también me la han enviado desde varios lugares, siempre como una canción. Ninguno de los que enviaron la canción sabía que correspondía a un poema". La versión de The Killers tiene ligeros cambios líricos también. Por ejemplo, la primera línea fue cambiada de «way out in Western Texas, where the Clear Fork's waters flow» (en español «camino al oeste de Texas, donde el Clear Fork deja fluir el agua») a «way out in Old Nevada, where the Truckees' waters flow» (en español «camino a Antigua Nevada, donde el Truckees deja fluir el agua»). El poema fue publicado primeramente en la música por Michael Martin Murphey en su álbum «Cowboy Christmas: Cowboy Songs II».
Esta canción fue lanzada para descarga digital el 30 de noviembre de 2011 y el vídeo fue lanzado un día después. Todas las ganancias de la canción fueron a parar a una organización benéfica contra el SIDA, Product Red, liderada por Bono y Bobby Shriver.

## Posicionamientos en listas
| Lista            | Mejor posición |
| ---------------- | -------------- |
| UK Singles Chart | 112            |

- Datos: Q2055543